# 신비한 동물사전 (영화)
《신비한 동물사전》(영어: Fantastic Beasts and Where to Find Them)은 J.K. 롤링의 동명의 소설을 원작으로 한 2016년 공개된 영국과 미국의 합작 판타지 영화이다. 《해리 포터》 시리즈의 스핀오프로 데이비드 예이츠가 감독을 맡아, 원작자의 J.K. 롤링이 각본을 맡았다. 등장 캐릭터로는 에디 레드메인, 캐서린 워터스턴, 앨리슨 수돌, 댄 포글러, 에즈라 밀러, 서맨사 모턴, 콜린 패럴, 존 보이트, 카먼 이조고가 출연한다.
2015년 8월 17일, 워너 브라더스의 리브즈든 스튜디오에서 주요 촬영이 시작되었다. 이 영화는 2016년 11월 18일, 미국에서 3D와 IMAX로 개봉되었다.
이 영화는 영국 아카데미상(BAFTA) 5개 부문에 후보에 올라 의상상과 미술상을 수상하였고, 미국 아카데미상 2개 부문 후보에 올라 의상상을 수상하였다. 또한 《해리 포터》 시리즈에서 아카데미상을 수상한 최초의 영화가 되었다.

## 시놉시스
이야기는 해리 포터 시대에서 과거로 돌아가 1926년 공식적인 중요한 만남을 위해 뉴욕 맨해튼에 위치한 미국 마법 의회(MACUSA)에 뉴트 스캐맨더가 도착한다. 이야기의 중심은 스캐맨더가 전세계를 여행하며 수집한 희귀하고 멸종 위기에 처한 신비하고 위험한 생물과 그들의 서식지의 집을 수용하는 마법 동물들이 들어 있는 서류 가방이다. 생물 서류 가방이 달아났을 때, 그로 인해 마법 세계를 반대하는 위협적인 존재의 그룹 "제2의 세일럼 회(The Second-Salemers)"는 위험한 장소에서 이미 마법 동물들을 악용을 하고 마법사들과 일반인들의 세계의 관계는 더욱 위협적인 상태가 된다.
이야기는 이 치명적인 실수로 마법사와 마녀들은 뉴욕 시 지역 사회에서 마법사 / 노마지 (영국 머글의 미국식 단어, 마법사가 아닌 일반인) 관계에 폭력, 공포, 긴장감이 증가되는 것이 어떤 영향을 주는지 알려주며, 스캐맨더는 미국의 마법사 사회가 노마지를 두려워하며 숨어 지내고 그들에게 자신들의 존재가 노출되는 것이 영국보다 훨씬 더 심각한 사안이라는 것을 깨닫는다.

## 출연진
- 에디 레드메인 - 뉴트 스캐맨더 역[2] - 괴상하고 내성적인 영국인 마법사, 호그와트 마법학교의 후플푸프 출신으로 미래의 교과서 "신비한 동물 사전"의 저자이다.
- 캐서린 워터스턴 - 포펜티나 "티나" 골드스틴 역[3] - 미국 마법 의회(MACUSA)에서 일하고 있는 세상 물정에 밝고 야심찬 직원으로, 잘못 된 사람을 지지한 이후로 그녀는 원래 의도한 거와는 다르게 훨씬 아래의 지위에 내려 온 수준에 이르렀다.
- 댄 포글러 - 제이컵 코왈스키 역 - 공장 노동자의 노마지, 이후 뉴욕의 마법 사회에 노출 된 뉴트와 만나게 되며 장차 제빵사를 꿈꾸고 있다.
- 앨리슨 수돌 - 퀴니 골드스틴 역[4][5] - 포펜티나의 동생이자 룸메이트. 섹시한 미녀로 자유분방하고 친절하다. 상대방의 마음을 읽는 것에 뛰어나다.
- 콜린 패럴 - 퍼시벌 그레이브스 역[6] - 미국의 마법 사회의 회장과 절친하고 높은 직급의 오러이다. 뉴트를 추적하는 임무를 한다.
- 카먼 이조고 - 세라피나 피쿼리 역 - 미국 마법 의회(MACUSA)의 리더이다.
- 에즈라 밀러 - 크리덴스 베어본 역[7][8][9] - 메리 루와 충돌을 일으키는 문제아의 양아들. 신비하고 미스테리한 존재이다.
- 서맨사 모턴 - 메리 루 베어본 역[10] - 극단적인 그룹을 포함한 "제2의 세일럼 회(The Second-Salemers)"의 편협하고 사악한 리더로, 그의 목표는 노출 된 마법사들과 마녀들의 존재를 폭로하고 파멸시키는 것이다.
- 론 펄먼 - 날라크 역[11] - 무허가의 나이트클럽을 운영하고 있는 갱스터이다.
- 존 보이트 - 헨리 쇼 시니어 역[12] - 미국 신문사 업계의 거물이다.
- 조시 카우데리 - 헨리 쇼 주니어 역 - 헨리 쇼 시니어의 첫째 아들로 재선을 치르는 상원의원이다.
- 로넌 래프터리 - 랭던 쇼 역 - 헨리 쇼 시니어의 둘째 아들이다.
- 페이스 우드블래그로브 - 모데스티 역[13] - 사람을 깊게 내다 볼 수 있는 능력을 가진 유령의 어린 소녀. 내면의 힘과 고요함을 지니고 있다.
- 젠 머리 - 채스터티 역[7][14]
- 조니 뎁 - 겔러트 그린델왈드 역 - 어둠의 마법사 중에서 볼드모트 다음 두 번째로 가장 위험한 사람 중 하나이다. 그는 젊은 시절에 알버스 덤블도어와 친한 친구였다.
- 조 크라비츠 - 레타 레스트랭 역[15] - 뉴트가 호그와트에 재학 중인 동안 두 사람은 연인 관계였다. 레스트랭은 자신의 신뢰를 배반하고 그를 몹시 두려워했지만 그는 여전히 그녀의 사진을 소장하고 있다. (극중 사진으로 등장한다.)

## 한국판 성우진
- 박영재 - 뉴트(에디 레드메인)
- 이선 - 티나(캐서린 워터스턴)
- 홍진욱 - 제이콥(댄 포글러)
- 은미 - 퀴니(앨리슨 수돌)
- 송준석 - 그레이브스(콜린 패럴) / 그린델왈드(조니 뎁)
- 이진화 - 메리(서맨사 모턴)
- 정유미 - 세라피나(카먼 이조고)
- 윤세웅 - 애버네시(케빈 거스리)
- 박상훈 - 크레덴스(에즈라 밀러)
- 김에스더 - 모데스티(페이스 우드블래그로브)
- 이장원 - 날라크(론 펄먼) / 헨리(존 보이트)
- 박조호 - 헨리 주니어(조쉬 카우더리)
- 남도형 - 랭던(로런 래프터리)

## 프로덕션

### 기획 및 제작
워너 브라더스는 2013년 9월 12일, J. K. 롤링과 확장 된 창조적인 협력의 일환으로 《신비한 동물 사전》(원제: Fantastic Beasts and Where to Find Them)을 원작으로 롤링이 시나리오 각본가로 데뷔하는 영화 시리즈 계획을 발표했다. 롤링은 새로운 영화 프랜차이즈가 시작되는 것에 대해 이 책의 가상 저자이자 마법 세계 중 한 사람인 '뉴트 스캐맨더'의 삶에 초점을 맞출 것이며, 해리 포터와 같은 호그와트 이야기를 기본으로 세계관이 확장되지만 《해리 포터》 시리즈와 직접적인 연관이 있는 속편이나 프리퀄은 아니라고 밝혔다. 첫 번째 영화는 1920년대 뉴욕을 배경으로, 해리 포터 영화에서의 70년전의 이야기로 설정 된다. 데이비드 헤이먼이 《해리 포터》 전편 시리즈에 이어 제작을 맡는 것이 발표되었다.
2014년 7월, 워너 브라더스는 영국의 리브즈든 스튜디오에서 촬영되는 것이 발표되었다. 2014년 8월, 데이비드 예이츠는 감독 제안을 받고 이야기 중인 것이 알려졌다. 2014년 10월, 스튜디오는 영화는 3부작으로 제작되어 첫 번째 편은 2016년 11월 18일에 두 번째 편은 2018년 11월 16일에 세 번째 편은 2020년 11월 20일에 개봉 된다고 발표하였다. 예이츠가 시리즈의 첫 번째 편의 감독을 맡는 것 또한 발표되었다.
2014년 7월, 롤링은 자신의 트위터를 통해 “울어라, 적이여!”와 “내 마법지팡이는 이 허튼소리를 견딜 수 없다.”라는 구절과 함께 “내가 떨어져 있는 동안 생각해 볼 것”이라는 글을 올렸다. 롤링의 트윗이 게시되자 팬들은 롤링이 '해리 포터' 시리즈를 다시 집필한다는 암시가 아니냐는 등의 온갖 추측을 쏟아냈다. 또한 팬들은 이 글들이 애너그램이라면서 롤링이 해리 포터 시리즈를 새롭게 쓴다는 것을 가리킨다는 데 의견이 모아졌다. 하지만 롤링은 한 팬이 맞는 답을 내놨다면서 “뉴욕의 동물상에 대한 뉴트 스캐맨더의 이야기, 한 도시, 내 이야기”이라고 언급했다. 이후, 롤링은 트위터를 통해 “정답은 뉴트 이야기의 시놉시스의 첫 번째 문장이다. 원고의 일부는 아니고 장면 설정이다”라고 설명을 더했다.
2015년 1월 20일, 헤이먼은 예이츠와 스티브 클로브스, 롤링이 각본을 맡는다고 발표했다. 클로브스는 《해리 포터》 시리즈 전편의 각본을 담당하기도 했다. 촬영 감독으로는 필리프 루슬로가 맡는 것으로 알려졌다.

### 캐스팅

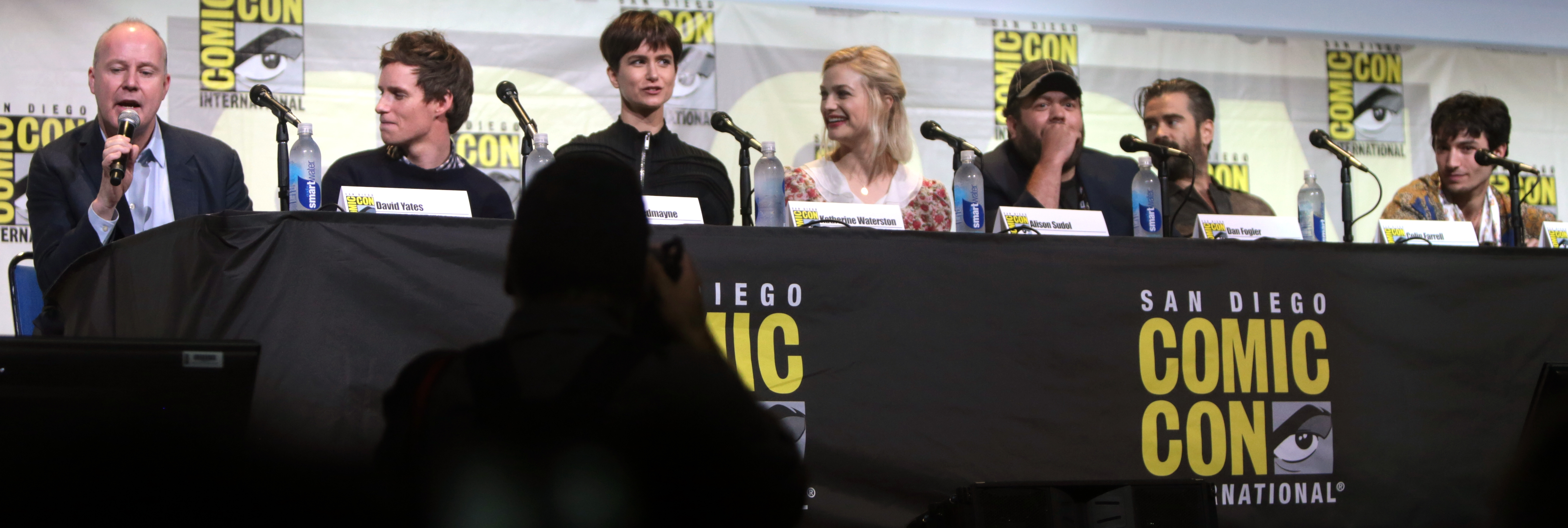
2016년 샌디에이고 코믹콘 인터내셔널에서 주연 배우들.

2015년 4월, 잡지 《버라이어티》에서는 오스카 수상자 에디 레드메인이 '뉴트 스캐맨더' 역할에 가장 근접해 있다고 보도되었다. 레드메인이 선택되기 이전에 잉글랜드의 배우 맷 스미스와 니컬러스 홀트가 고려되기도 했다. '퀴니' 역할에는 시얼샤 로넌, 다코타 패닝, 릴리 시먼스와 앨리슨 수돌이, 퀴니의 언니 '티나' 역할에는 케이트 업턴, 캐서린 워터스턴과 엘리자베스 데비키가 후보로 고려되었다.
2015년 6월 1일, 에디 레드메인이 세계적으로 저명한 동물마법학자 '뉴트 스캐맨더' 역할에, 캐서린 워터스턴이 '티나'(포펜티나) 역할에 최종 캐스팅 된 것이 발표되었다. 이후 스튜디오는 공식적으로 '티나' 역할에 캐서린 워터스턴이 캐스팅되었다고 발표했고, 6월 24일에는 스캐맨더와 마법적으로 만나게 되는 '크레단' 역할에 에즈라 밀러가 고려되는 것이 알려졌다.
2015년 7월, 앨리슨 수돌이 '퀴니' 역할에 최종 캐스팅 된것이 발표되었다. 그녀에게 이 작품이 영화 데뷔작이다. 이후 스튜디오는 조시 개드와 마이클 세라, 댄 포글러가 '제이콥' 역할로 미팅을 가졌으며, 에즈라 밀러가 '크레단' 역할에 최종 캐스팅 된것을 발표했다. 세라는 목소리 연기를 하는 애니메이션 영화 《레고 배트맨 무비》를 선택하면서 《신비한 동물 사전》를 고사했다.
그해 8월에는, 콜린 패럴이 스카맨더와 뉴욕에서 만나게 되는 '그라브'라는 이름의 마법사 역할에 캐스틴 된것이 발표되었다. 다음으로는 수천여명의 오디션 경쟁률을 뚫고 페이스 우드블래그로브가 '모데스티' 역할에 선발되었다. 이후 아일랜드 배우 젠 머리가 '채스터티' 역할에 캐스팅되었고, 서맨사 모턴이 '마리 루' 역할에 캐스팅 된것이 발표되었다. 2015년 8월, 잡지 헐리우드 리포터에서는 존 보이트, 제마 찬, 카먼 이조고와 론 펄먼이 캐스팅되었다고 발표하였다.

### 촬영
영화의 주요 촬영은 2015년 8월 17일, 잉글랜드에 위치한 워너 브라더스의 리브즈든 스튜디오에서 시작되었다. 촬영의 대부분은 런던에서 이뤄질 예정인 것으로 알려졌다. 10월 20일, 리버풀의 세인트 조지스 홀에서 가짜 눈이 덮힌 도로에 클래식 차들이 다니는 1920년대 뉴욕을 배경으로 변신한 야외 세트장에서 촬영이 시작되었다.

### 음악
2016년 4월 9일, 제임스 뉴턴 하워드가 영화의 음악 감독을 맡게 된 것이 발표 되었다. 10월 24일, 포터모어는 하워드가 작곡한 이 영화의 주제에 대한 첫 번째 공식 메인 테마 곡을 발표했다. 주요 테마로는 존 윌리엄스가 작곡한 이전 해리 포터 시리즈의 1편 사운드 트랙에 수록 된 Hedwig's Theme이 포함되었다. 이 사운드 트랙은 2016년 11월 18일 워터타워 뮤직 배급으로 발매되었다.

## 개봉
이 영화는 2016년 11월 18일, 미국에서 3D와 새로운 IMAX 4K 레이저 시스템으로 개봉했다.

### 마케팅
2015년 12월 10일, 첫 트레일러를 5일 후인 12월 15일 공개하겠다고 발표하였다. 2분여가량 되는 트레일러는 티저 포스터와 함께 공개되었다.
2016년 4월 10일, 새로운 트레일러가 MTV 무비 어워드에서 첫 공개되었다.

## 속편
2014년 10월, 스튜디오는 영화는 3부작으로 제작 된다고 발표하였다. 두 번째 편은 2018년 11월 16일에 세 번째 편은 2020년 11월 20일에 개봉될 예정이다. 데이비드 예이츠는 롤링이 두 번째 영화 대본을 쓰고 있을 때 이미 세 번째 영화에 대한 구상을 마친 것을 확인했다. 그러나, 2016년 10월 13일 롤링은 런던 엠파이어 씨어터에서 열린 팬 이벤트에 참석해 당초 3부작에서 두 편을 더해 총 5부작의 영화로 만들어진다고 직접 밝혔다. “처음에는 3편으로 구상했지만, 얼마 전에 플롯을 제대로 짤 수 있게 되어 5편의 시리즈로 만들기로 했다. 각본을 쓰는 동안 어떻게 써야 하는 지 잘 배웠다”고 말했다.
2016년 11월, 조니 뎁이 첫 번째 영화에 공개되지 않은 역할의 카메오로 주연진들과 공연을 하는 것이 발표 되었다. 그로부터 1주일 후, 그는 겔러트 그린델왈드 역할을 연기하는 것이 확정되었으며, 후속편에서 주연을 맡게 된다고 알려졌다. 두 번째 영화는 영국과 프랑스 파리를 배경으로 촬영 된다.